# Gran Mate
Pour les articles homonymes, voir Mate.
Le Gran Mate est un volcan du Chili situé dans la cordillère de Patagonie. Sa nature volcanique n'a été déterminée qu'en 2021 en raison de la méconnaissance géographique de la zone, difficile d'accès et inhospitalière. Il se présente sous la forme d'une caldeira de cinq kilomètres de diamètre culminant à 1 280 mètres d'altitude.

## Géographie
Le Gran Mate est situé dans le Sud du Chili, dans la cordillère de Patagonie qui marque l'extrémité méridionale des Andes, dans la région d'Aysén, à 80 kilomètres au sud-ouest de la ville de Coyhaique,. Le secteur de la région d'Aysén où il se trouve est reculé, largement inhabité et peu exploré ce qui explique sa découverte tardive. Il se présente sous la forme d'une caldeira de cinq kilomètres de diamètre culminant à 1 280 mètres d'altitude,,. La forme de la caldeira faisant penser à celle de la calebasse utilisée pour boire le maté, la boisson traditionnelle du sud du continent, les géologues ont donné le nom de Gran Mate au volcan,,.
Il se trouve à la hauteur de la jonction triple du Chili entre les limites de plaque antarctique au sud-ouest, de Nazca au nord-ouest et sud-américaine à l'est,. Cette configuration sur la faille Liquiñe-Ofqui le soumet à de fréquents et puissants séismes qui sont certainement à l'origine de l'effondrement d'une partie des parois du cratère,,. Il serait âgé de moins de 5 000 ans et est alors considéré comme actif, le plaçant sous surveillance des volcanologues,, comme les autres volcans de la zone volcanique sud des Andes.

## Histoire
La région est peu connue car reculée, largement inhabitée et peu explorée car située dans des régions inhospitalières, il y neige dix mois par an, à quelque 1 600 kilomètres du centre du pays et de la capitale Santiago,,. À partir de 2015, des scientifiques étudient la région ; c'est au cours d'un survol en hélicoptère alors qu'ils étudient la faille Liquiñe-Ofqui que des géologues de l'université du Chili notent une nette différence de couleur entre des roches basaltiques sombres et des roches granitiques plus claires,,. Ils en concluent qu'ils ont affaire à un volcan jusqu'alors non répertorié et publient leur découverte le 7 avril 2021,,.